# ByteDance
 (кин: 字节跳动; пин: Zìjié Tiàodòng) кинеско је предузеће са седиштем у Пекингу и законским седиштем на Кајманским Острвима. Године 2012. основали су га Џанг Јиминг, Љанг Рубо и тим других.
ByteDance програмер је услуга друштвеног умрежавања за дељење видеа и апликација, TikTok-а и Douyin-а, кинеског пандана TikTok-а. Такође је развио платформу за вести и информације, Toutiao.
Од јуна 2021, ByteDance  месечно је имао 1,9 милијарди активних корисника на свим својим платформама садржаја. Привукао је пажњу јавности због навода да је сарађивао са Комунистичком партијом Кине (КПК) на цензури и назору садржаја који се односи на логоре за интернирање у Синђангу и друге теме које је КПК сматрала контроверзним.

## Историја

### Позадина и оснивање
Године 2009, софтверски инжењер и предузетник, Џанг Јиминг, сарађивао је са својим пријатељем, Љангом Рубоом, како би основали претраживач некретнина, 99fang.com. Почетком 2012. године, пар је изнајмио стан у Пекингу и, заједно са још неколико запослених 99fang.com-а, почео је да развија апликацију која би користила алгоритме великих података за класификацију вести према преференцијама корисника, што ће касније постати Toutiao. Тог марта, Јиминг и Љанг су основали ByteDance.

### Прве апликације у Кини
У марту 2012. године,  покренуо је своју прву апликацију, под називом Neihan Duanzi (кин: 内涵段子). Ово је омогућило корисницима да деле шале, мимове и шаљиве видео-записе. На свом врхунцу 2017. године,  имао је преко 200 милиона корисника.
У августу 2012. године,  покренуо је прво издање платформе за вести и садржај, Toutiao, која је постала њихов основни производ. Toutiao достигао је 1 милион дневно активних корисника четири месеца након покретања.
У 2018. години, ByteDance трајно је угасио Neihan Duanzi, након што је Национална управа за радио и телевизију оптужила апликацију да хостује „вулгаран” и „неприкладан” садржај и „покреће снажна осећања негодовања међу корисницима интернета”. Као одговор на затварање Neihan Duanzi-ја, оснивач, Џанг Јиминг, објавио је писмо у којем је навео да је апликација „несразмерна основним социјалистичким вредностима” и обећао да ће ByteDance „додатно продубити сарадњу” са властима на промовисању њихове политике. Након гашења, ByteDance је најавио да ће дати предност члановима Комунистичке партије Кине при запошљавању и повећати своје цензоре са 6.000 на 10.000 запослених.

### Међународно ширење
Од краја 2016. до 2017. године,  имао је бројне аквизиције и покретања нових производа.
У децембру 2016. године, инвестирао је у индонежанску платформу за препоруке вести, BABE. У јулу 2017, покренуо је UGC платформу за кратке видео-записе, Hypstar (Vigo Video), у југоисточној Азији.
У фебруару 2017. године, купио је Flipagram, а у новембру је купио Musical.ly, спојивши их обоје у TikTok. У новембру је такође купио News Republic од Cheetah Mobile-а.